# 살리프 케이타 (음악가)
살리프 케이타(Salif Keita, 1949년 8월 25일 ~ )는 말리의 음악가, 싱어송라이터이다.